# Parti frontiste
Ne doit pas être confondu avec Front national (parti français).
« Front social » redirige ici. Pour le parti sénégalais, voir Front social pour la restauration/Laabal.

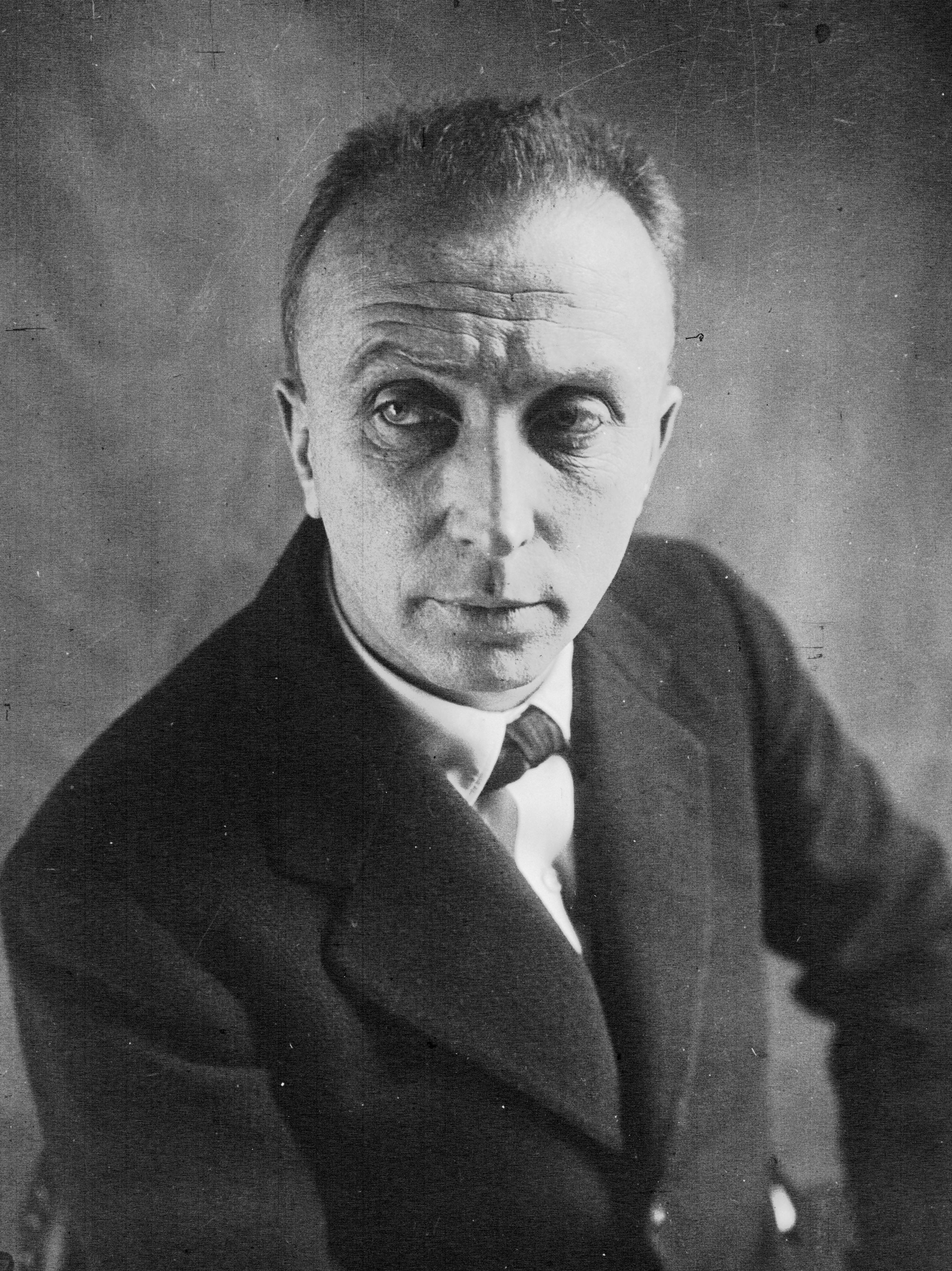
Gaston Bergery en 1933.

Le Parti frontiste est un ancien parti politique français, fondé en novembre 1936 par Gaston Bergery et Georges Izard. Le Parti frontiste fut membre de la coalition de Front populaire.
Issu du mouvement Front commun contre le fascisme, fondé en 1933 par le député Parti républicain, radical et radical-socialiste Gaston Bergery — dont les positions, situées nettement à la gauche du Parti, lui avaient valu d'être surnommé le « radical-bolchévik » — et transformé ultérieurement en Front social, le Parti frontiste naît de la fusion de ce mouvement avec les équipes chrétiennes du Mouvement de la troisième force, animé par Georges Izard et ancien proche de la revue Esprit. Ses deux cofondateurs ont été élus députés lors des élections législatives de 1936 et siègent au groupe de la Gauche indépendante.
Le parti tente de conjuguer la lutte contre le capitalisme et le refus du communisme de Moscou.
Mais les deux tendances du mouvement ne parviennent pas à cohabiter. En 1937, Izard quitte le parti avec des anciens de la Troisième force pour la SFIO dans un objectif de rassemblement. À l'inverse, le Parti frontiste se rapproche de Jacques Doriot et de son Parti populaire français. Il ne tarde pas à péricliter.
Après la chute de la république espagnole en 1939, le parti fait paraitre dans son journal, La Flèche de Paris, un appel à la souscription afin de venir en aide aux réfugiés.
Lors de la Seconde Guerre mondiale, Gaston Bergery soutiendra le maréchal Pétain tandis que Georges Izard entrera dans la Résistance.